# Heiner Schmieh
Heinrich „Heiner“ Schmieh (* 15. Oktober 1947) ist ein ehemaliger deutscher Fußballspieler und -trainer.

## Karriere
Nachdem „Heiner“ Schmieh 1962 vom TSV Flörsheim-Dalsheim in die Jugendabteilung von Wormatia Worms wechselte, hielt er dem Verein mehr als 20 Jahre die Treue. 1965 rückte er in den Kader der 1. Mannschaft auf, die damals in der zweitklassigen Regionalliga Südwest spielte. Im selben Jahr nahm er als Nationalspieler beim UEFA-Juniorenturnier in Deutschland teil, beim Turnier in Jugoslawien ein Jahr später ebenfalls. Seine ersten Einsätze für die 1. Wormser Mannschaft hatte er in der Saison 1966/67 zu verzeichnen und war fortan Stammspieler in der Wormser Mannschaft. Als 1974 die Regionalliga Südwest aufgelöst wurde, qualifizierte man sich für die neu eingeführte 2. Bundesliga, aus der Wormatia Worms allerdings nach einer Saison abstieg. Nachdem der Verein 1975/76 den Wiederaufstieg knapp verpasst hatte (Scheitern in der Aufstiegsrunde nach Gewinn der Meisterschaft in der 1. Amateurliga Südwest), stieg man 1977 wieder auf und hielt sich, weiterhin mit Heiner Schmieh als feste Größe in der Abwehr, über mehrere Jahre in der zweithöchsten deutschen Spielklasse. 1981 qualifizierte sich Worms sogar für die neue eingleisige zweite Liga. Ein Jahr später folgte dann aber der Abstieg.
Schmieh beendete nach dem Abstieg aus der zweiten Liga seine Spielerkarriere und begann eine Trainertätigkeit beim SV Bechtolsheim. Es folgten weitere Amateurklubs aus der Region Worms, die er als Trainer betreute (VfR Alsheim, TuS Erbes-Büdesheim, TuS Gabsheim). Von 1999 bis 2003 trat er bei der AH-Mannschaft des VfL Eppelsheim noch einmal als Spieler in Erscheinung.

### Statistik
Insgesamt absolvierte er 475 Pflichtspiele für Wormatia Worms und erzielte dabei 24 Tore.
| Liga (Spielklasse) | Spiele (Tore) |
| ------------------ | ------------- |
| 2. Bundesliga (II) | 189 0(4)      |
| Regionalliga (II)  | 213 (13)      |
| Amateurliga (III)  | 053 0(6)      |
| Wettbewerb         |               |
| DFB-Pokal          | 016 0(1)      |